# Ковган, Алла
Алла Ковган (англ. Alla Kovgan; род. 1973, Москва) — американский кинематографист российского происхождения. С середины 1990-х гг. живёт и работает в Бостоне, Нью-Йорке и Берлине.
Наиболее известна художественно-документальными фильмами, посвящёнными современному танцу. В 2002 г. вместе с американским режиссёром Кеном Глейзбруком сняла полнометражную документальную картину «Африканский танец: песок, барабаны и Шостакович» (англ. African Dance: Sand, Drum, and Shostakovich), представляющую восемь танцевальных трупп из Африки, Европы и Канады, участвовавших в Международном фестивале нового танца в Монреале; лента была представлена на фестивале «Танец для камеры» (Нью-Йорк), Мельбурнском международном фестивале искусств и др. В 2007 г. продолжила тему другой полнометражной лентой, «Движение. Революция. Африка» (англ. Movement (R)evolution Africa, совместно с Джоан Фрош), рассказывающую о девяти африканских хореографах современного танца и показанную на многих фестивалях и немецко-французском ТВ-канале ЦДФ.  
Наибольшее международное признание получила 35-минутная короткометражная картина «Но́ра» (англ. Nora; 2008, совместно с Дэвидом Хинтоном) — воспоминания родившейся в Зимбабве американской танцовщицы и хореографа Норы Чипаумире, фильм был отмечен критикой как главное событие фестиваля «Танец для камеры» и получил гран-при фестивалей в США, Италии и Нидерландах, а также на фестивале Open Cinema в Санкт-Петербурге в номинации «Лучшая экспериментальная работа». 
В области общественно-публицистического кинематографа выступила в 2008 г. соавтором документального фильма «По следам торговли: история с Глубокого Севера» (англ. Traces of the Trade: A Story from the Deep North), в котором приняли участие потомки семьи крупных предпринимателей, на рубеже XVIII—XIX веков занимавшейся работорговлей в США. Картина была номинирована на премию Emmy. В 2010 г. работала над монтажом фильма Робин Хессман «Моя перестройка» о последнем советском поколении выпускников московской Пятьдесят седьмой школы.
Вместе с Вадимом Каспаровым в 2001 г. на базе фонда Про Арте и школы Каннон Данс в Санкт-Петербурге основала фестиваль КИНОТАНЕЦ и была его куратором до закрытия  в 2011 г. Своими мыслями о жанре "кинотанец" Ковган поделилась в интервью с Екатериной Васениной для журнала "Театр" в 2016г.
С 2000 по 2010 гг. вместе с режиссером Джеффом Сильва была куратором программ экспериментального кино Балаган (англ. Balagan) в Бостоне. 
В 2018 г. попробовала свои силы в 3Д VR, создав работу "Легкие Дьявола" (англ. Devil's Lungs) совместно с финской музыкальной группой Suistamon Sähkö. Работа удостоилась главного приза на фестивале в Вене - VIS VIENNA SHORTS.
В 2019 г. широкое внимание прессы привлёк новый фильм Ковган, «Каннингем» (англ. Cunningham), посвящённый наследию хореографа Мерса Каннингема, участвовавший на фестивалях в Торонто, Лондоне, Нью-Йорке и др. и вышедший на широкий экран в 30 странах. В фильме сливаются в единое целое архивные съёмки постановок мэтра с их реконструкциями в исполнении ныне здравствующих танцоров его последней труппы. Фильм снят в технологии 3D (оператор-постановщик Мко Малхасян) . Шедевром, сделанным с безупречным вкусом, назвал работу Ковган композитор Антон Батагов.